# Nomada bispinosa
Nomada bispinosa är en biart som beskrevs av Alexander Mocsáry 1883.
Nomada bispinosa ingår i släktet gökbin och familjen långtungebin. Inga underarter finns listade i Catalogue of Life.